# Psylla borealis
Psylla borealis är en insektsart som beskrevs av Horvath 1908. Psylla borealis ingår i släktet Psylla och familjen rundbladloppor. Inga underarter finns listade i Catalogue of Life.